# Гороховецкий район
Горохове́цкий райо́н — административно-территориальная единица (район) и муниципальное образование (муниципальный район) во Владимирской области России.
Административный центр — город Гороховец.

## География
Район расположен на востоке Владимирской области, граничит с Нижегородской областью. Площадь района 1 487 км2.
Основные реки: Ока и Клязьма, а также их притоки — Суворощь и Виша. Наиболее крупные озёра: Великое Боровое, Уга и Великое Луговое.

### Природные ресурсы
Флора района насчитывает 804 вида сосудистых растений.

## История
- С 1778—1924 годы в рамках Владимирской губернии существовал Гороховецкий уезд.
- Район образован 10 апреля 1929 года в составе Владимирского округа Ивановской Промышленной области из части территорий Вязниковского уезда Владимирской губернии.
- На 1 января 1940 года в состав района входило 13 сельсоветов: Вели́ковский, Золинский, Ильиногорский, Княжичевский, Кожинский, Красносельский, Краснояблонский, Куприяновский, Литовский, Мячковский, Овинищевский, Старковский, Чулковский[4].
- 14 августа 1944 года Гороховецкий район в количестве 9 сельсоветов вошёл в состав вновь образованной Владимирской области, Золинский, Ильиногорский, Мячковский и Старковский сельсоветы переданы в Володарский район Горьковской области.
- В 1954 году Овинищевский с/с вошёл в состав Вели́ковского, Княжичевский — в Красносельский, Литовский и Краснояблонский — в Чулковский.
- В 1959 году в состав Гороховецкого района вошла территория упраздненного Фоминского района в составе Фоминского, Просьевского, Рождественского и Святского сельсоветов. Кожинский с/с вошёл в состав Чулковского с/с, Просьевский с/с — в Фоминский. Красносельский с/с переименован в Ново-Владимировский.
- В 1963 район году район был ликвидирован, 7 сельсоветов (Вели́ковский, Куприяновский, Нововладимировский, Рождественский, Святский, Фоминский и Чулковский) вошли в состав Вязниковского сельского района. Образован Гороховецкий промышленный район с центром в городе Гороховец, в который вошли город Гороховец и рабочие посёлки Лукново, Никологоры, Мстёра, Стёпанцево.
- 21 июня 1964 года Гороховецкий промышленный район упразднен, город Гороховец и рабочие поселки подчинены Вязниковскому городскому Совету.
- 12 января 1965 года вновь образован Гороховецкий район, в который вошли город Гороховец и 10 сельсоветов (Вели́ковский, Гришинский, Денисовский, Куприяновский, Литовский, Ново-Владимировский, Рождественский, Святский, Фоминский, Чулковский).
- В 1969 году центр Литовского с/с перенесен в деревню Крутово, а сельсовет переименован в Крутовский с/с.
- В 1977 году центр Нововладимировского с/с перенесен в Арефино, а сельсовет переименован в Арефинский[5].
- До 2001 года в состав района входили город Гороховец, посёлок городского типа Галицы и 9 сельских советов (с 1998 года — сельских округов): Арефинский, Вели́ковский, Гришинский, Денисовский, Крутовский, Куприяновский, Рождественский, Фоминский, Чулковский. В 2001 году посёлок Галицы отнесён к категории сельских населённых пунктов, образован Галицкий сельский округ.
- В соответствии с Законом Владимирской области от 11 ноября 2004 года № 184-ОЗ[6] было образовано муниципальное образование город Гороховец, наделённое статусом городского округа.
- В соответствии с Законом Владимирской области от 13 мая 2005 года № 56-ОЗ[7], отменившим действие предыдущего закона, Гороховецкий район как муниципальное образование был наделён статусом муниципального района и в его состав включены 4 муниципальных образования (одно городское поселение и 3 сельских поселения).

## Население
| 1929    | 1939    | 1959    | 1970    | 1979    | 1989    | 2002    | 2009    | 2010    |
| ------- | ------- | ------- | ------- | ------- | ------- | ------- | ------- | ------- |
| 27 420  | ↗34 004 | ↘33 366 | ↗35 415 | ↘32 211 | ↘30 156 | ↘25 832 | ↘23 109 | ↘22 923 |
| 2011    | 2012    | 2013    | 2014    | 2015    | 2016    | 2017    | 2018    | 2019    |
| ↘22 817 | ↘22 739 | ↘22 334 | ↘22 098 | ↘22 005 | ↘21 833 | ↘21 416 | ↘21 097 | ↘20 883 |
| 2020    | 2021    |         |         |         |         |         |         |         |
| ↘20 637 | ↗20 870 |         |         |         |         |         |         |         |

### Урбанизация
В городских условиях (город Гороховец) проживают  60,69 % населения района.

### Национальный состав
По итогам переписи населения 2020 года проживали следующие национальности (национальности менее 0,1 % и другое, см. в сноске к строке «Другие»):
| Национальность | Численность, чел. | Доля     |
| -------------- | ----------------- | -------- |
| Русские        | 20 046            | 96,05 %  |
| Армяне         | 104               | 0,50 %   |
| Узбеки         | 69                | 0,33 %   |
| Татары         | 67                | 0,32 %   |
| Украинцы       | 52                | 0,25 %   |
| Таджики        | 21                | 0,10 %   |
| Азербайджанцы  | 21                | 0,10 %   |
| Другие         | 490               | 2,35 %   |
| Итого          | 20 870            | 100,00 % |

## Муниципально-территориальное устройство
В Гороховецкий район как муниципальный район входят 4 муниципальных образования, в том числе 1 городское и 3 сельских поселеня:
| №        | Муниципальное образование | Административный центр | Количество населённых пунктов | Население | Площадь, км2 |
| -------- | ------------------------- | ---------------------- | ----------------------------- | --------- | ------------ |
| 1e-06    | Городское поселение:      |                        |                               |           |              |
| 1        | город Гороховец           | город Гороховец        | 1                             | ↗12 666   | 14,75        |
| 1.000002 | Сельские поселения:       |                        |                               |           |              |
| 2        | Денисовское               | посёлок Пролетарский   | 53                            | ↗2612     | 275,90       |
| 3        | Куприяновское             | деревня Выезд          | 54                            | ↗3708     | 565,90       |
| 4        | Фоминское                 | село Фоминки           | 38                            | ↘1884     | 628,30       |

## Населённые пункты
В районе 146 населённых пунктов:
| №   | Населённый пункт           | Тип                             | Население | Муниципальное образование        |
| --- | -------------------------- | ------------------------------- | --------- | -------------------------------- |
| 1   | Агафоново                  | деревня                         | ↗2        | Куприяновское сельское поселение |
| 2   | Аксаково                   | деревня                         | ↘4        | Денисовское сельское поселение   |
| 3   | Алёшково                   | деревня                         | ↗3        | Куприяновское сельское поселение |
| 4   | Алфёрово                   | деревня                         | ↘0        | Денисовское сельское поселение   |
| 5   | Арефино                    | деревня                         | ↘394      | Куприяновское сельское поселение |
| 6   | Баландино                  | деревня                         | ↗19       | Фоминское сельское поселение     |
| 7   | Березницы                  | деревня                         | ↗5        | Денисовское сельское поселение   |
| 8   | Беркуново                  | деревня                         | ↗2        | Денисовское сельское поселение   |
| 9   | Богородское                | деревня                         | ↘0        | Куприяновское сельское поселение |
| 10  | Большая Карповка           | деревня                         | ↘1        | Денисовское сельское поселение   |
| 11  | Большие Лужки              | деревня                         | ↘20       | Куприяновское сельское поселение |
| 12  | Большое Сокурово           | деревня                         | ↘13       | Денисовское сельское поселение   |
| 13  | Борзаково                  | деревня                         | ↗9        | Фоминское сельское поселение     |
| 14  | Ботулино                   | деревня                         | ↘4        | Денисовское сельское поселение   |
| 15  | Быкасово                   | деревня                         | ↘176      | Фоминское сельское поселение     |
| 16  | Быльцыно                   | деревня                         | →1        | Денисовское сельское поселение   |
| 17  | Вамна                      | деревня                         | →10       | Фоминское сельское поселение     |
| 18  | Васенино                   | деревня                         | ↗10       | Денисовское сельское поселение   |
| 19  | Васильчиково               | деревня                         | →0        | Денисовское сельское поселение   |
| 20  | Васильчиково               | участок                         | ↘83       | Денисовское сельское поселение   |
| 21  | Великово                   | деревня                         | ↘569      | Куприяновское сельское поселение |
| 22  | Веретеньково               | деревня                         | ↘11       | Денисовское сельское поселение   |
| 23  | Ветельницы                 | деревня                         | ↗53       | Куприяновское сельское поселение |
| 24  | Внуково                    | деревня                         | ↘3        | Денисовское сельское поселение   |
| 25  | Выезд                      | деревня                         | ↗289      | Куприяновское сельское поселение |
| 26  | Гаврильцево                | деревня                         | ↗2        | Куприяновское сельское поселение |
| 27  | Галицы                     | посёлок                         | ↘797      | Куприяновское сельское поселение |
| 28  | Гашкино                    | деревня                         | ↘6        | Денисовское сельское поселение   |
| 29  | Гончары                    | деревня                         | ↗10       | Фоминское сельское поселение     |
| 30  | Горловка                   | деревня                         | ↘1        | Фоминское сельское поселение     |
| 31  | Горное Татаринцево         | деревня                         | →4        | Денисовское сельское поселение   |
| 32  | Городищи                   | деревня                         | ↗112      | Куприяновское сельское поселение |
| 33  | Гороховец                  | город                           | ↗12 666   | город Гороховец                  |
| 34  | Горшково                   | деревня                         | →0        | Денисовское сельское поселение   |
| 35  | Григорово                  | деревня                         | ↗5        | Денисовское сельское поселение   |
| 36  | Гришино                    | село                            | ↘192      | Фоминское сельское поселение     |
| 37  | Груздево                   | деревня                         | →0        | Куприяновское сельское поселение |
| 38  | Груздевский                | посёлок                         | ↘11       | Куприяновское сельское поселение |
| 39  | Денисово                   | деревня                         | ↗36       | Денисовское сельское поселение   |
| 40  | Дубово                     | деревня                         | ↘1        | Денисовское сельское поселение   |
| 41  | Дуброво                    | деревня                         | ↗17       | Денисовское сельское поселение   |
| 42  | Ескино                     | деревня                         | ↘1        | Денисовское сельское поселение   |
| 43  | Заозерье                   | деревня                         | ↘5        | Фоминское сельское поселение     |
| 44  | Зелёный Дол                | деревня                         | ↘2        | Куприяновское сельское поселение |
| 45  | Зимёнки                    | деревня                         | ↗4        | Фоминское сельское поселение     |
| 46  | Золотово                   | деревня                         | ↗47       | Фоминское сельское поселение     |
| 47  | Зыково                     | деревня                         | ↘0        | Фоминское сельское поселение     |
| 48  | Ивачево                    | деревня                         | ↘52       | Фоминское сельское поселение     |
| 49  | Истомино                   | деревня                         | →3        | Фоминское сельское поселение     |
| 50  | Картаганово                | деревня                         | ↗22       | Куприяновское сельское поселение |
| 51  | Княжичи                    | деревня                         | →2        | Куприяновское сельское поселение |
| 52  | Кожино                     | деревня                         | ↗23       | Денисовское сельское поселение   |
| 53  | Колесниково                | деревня                         | ↘20       | Денисовское сельское поселение   |
| 54  | Кондюрино                  | деревня                         | ↗88       | Куприяновское сельское поселение |
| 55  | Копсово                    | деревня                         | →6        | Куприяновское сельское поселение |
| 56  | Коровкино                  | деревня                         | ↘2        | Денисовское сельское поселение   |
| 57  | Кошелиха                   | деревня                         | ↘18       | Куприяновское сельское поселение |
| 58  | Красково                   | деревня                         | ↘2        | Денисовское сельское поселение   |
| 59  | Красная Яблонь             | деревня                         | ↘4        | Денисовское сельское поселение   |
| 60  | Круглово                   | деревня                         | ↗14       | Куприяновское сельское поселение |
| 61  | Крутово                    | деревня                         | ↘224      | Денисовское сельское поселение   |
| 62  | Крылово                    | деревня                         | ↗20       | Куприяновское сельское поселение |
| 63  | Кузяево                    | деревня                         | ↗5        | Денисовское сельское поселение   |
| 64  | Купля                      | деревня                         | ↗4        | Куприяновское сельское поселение |
| 65  | Куприяново                 | деревня                         | ↗179      | Куприяновское сельское поселение |
| 66  | Леоново                    | деревня                         | ↗3        | Денисовское сельское поселение   |
| 67  | Лесное Татаринцево         | деревня                         | ↗20       | Денисовское сельское поселение   |
| 68  | Липовка                    | деревня                         | ↗3        | Фоминское сельское поселение     |
| 69  | Лисино                     | деревня                         | ↗1        | Фоминское сельское поселение     |
| 70  | Литовка                    | деревня                         | ↘13       | Куприяновское сельское поселение |
| 71  | Лучинки                    | деревня                         | ↘242      | Куприяновское сельское поселение |
| 72  | Лыкшино                    | деревня                         | ↗13       | Куприяновское сельское поселение |
| 73  | Малая Карповка             | деревня                         | →1        | Денисовское сельское поселение   |
| 74  | Малиново                   | деревня                         | ↗23       | Куприяновское сельское поселение |
| 75  | Малое Сокурово             | деревня                         | →0        | Денисовское сельское поселение   |
| 76  | Малые Лужки                | деревня                         | ↘1        | Куприяновское сельское поселение |
| 77  | Манылово                   | деревня                         | ↘11       | Куприяновское сельское поселение |
| 78  | Мелкишево                  | деревня                         | ↘0        | Денисовское сельское поселение   |
| 79  | Мисюрево                   | деревня                         | ↗14       | Куприяновское сельское поселение |
| 80  | Митино                     | деревня                         | ↗16       | Денисовское сельское поселение   |
| 81  | Михайловская               | деревня                         | ↗15       | Денисовское сельское поселение   |
| 82  | Моисеевка                  | деревня                         | →0        | Фоминское сельское поселение     |
| 83  | Мокеево                    | деревня                         | ↘3        | Куприяновское сельское поселение |
| 84  | Молодники                  | деревня                         | ↘2        | Куприяновское сельское поселение |
| 85  | Молодники                  | посёлок железнодорожной станции | ↗1        | Куприяновское сельское поселение |
| 86  | Морозовка                  | деревня                         | ↘76       | Куприяновское сельское поселение |
| 87  | Мураково                   | деревня                         | ↗7        | Денисовское сельское поселение   |
| 88  | Мясниково                  | деревня                         | ↘18       | Фоминское сельское поселение     |
| 89  | Никиткино                  | деревня                         | ↘3        | Денисовское сельское поселение   |
| 90  | Новишки                    | деревня                         | ↘54       | Денисовское сельское поселение   |
| 91  | Нововладимировка           | деревня                         | ↘46       | Куприяновское сельское поселение |
| 92  | Новокосцы                  | деревня                         | ↘0        | Денисовское сельское поселение   |
| 93  | Новосемёновка              | деревня                         | ↘9        | Денисовское сельское поселение   |
| 94  | Новцо                      | деревня                         | ↗3        | Фоминское сельское поселение     |
| 95  | Новый Поташ                | деревня                         | →0        | Фоминское сельское поселение     |
| 96  | Овинищи                    | деревня                         | ↗26       | Куприяновское сельское поселение |
| 97  | Осинки                     | деревня                         | ↘1        | Фоминское сельское поселение     |
| 98  | Отводное                   | деревня                         | ↘35       | Денисовское сельское поселение   |
| 99  | Павликово                  | деревня                         | ↘1        | Фоминское сельское поселение     |
| 100 | Першино                    | деревня                         | ↗8        | Фоминское сельское поселение     |
| 101 | Петрунино                  | деревня                         | ↘2        | Денисовское сельское поселение   |
| 102 | Пешково                    | деревня                         | →0        | Куприяновское сельское поселение |
| 103 | Повалихино                 | деревня                         | →0        | Фоминское сельское поселение     |
| 104 | Погост                     | деревня                         | ↗35       | Куприяновское сельское поселение |
| 105 | Погост Вознесенье          | деревня                         | →0        | Денисовское сельское поселение   |
| 106 | Починки                    | деревня                         | ↘7        | Фоминское сельское поселение     |
| 107 | Пролетарский               | посёлок                         | ↘1183     | Денисовское сельское поселение   |
| 108 | Просье                     | деревня                         | ↗21       | Фоминское сельское поселение     |
| 109 | Рассвет                    | деревня                         | ↗49       | Фоминское сельское поселение     |
| 110 | Растригино                 | деревня                         | ↘27       | Фоминское сельское поселение     |
| 111 | Реброво                    | деревня                         | ↘22       | Фоминское сельское поселение     |
| 112 | Рождествено                | деревня                         | ↘13       | Фоминское сельское поселение     |
| 113 | Ротьково                   | деревня                         | ↗5        | Фоминское сельское поселение     |
| 114 | Сапуново                   | деревня                         | ↘9        | Куприяновское сельское поселение |
| 115 | Сафонеево                  | деревня                         | ↘0        | Денисовское сельское поселение   |
| 116 | Светильново                | деревня                         | ↗23       | Куприяновское сельское поселение |
| 117 | Свято                      | село                            | ↗11       | Фоминское сельское поселение     |
| 118 | Сельцо                     | деревня                         | ↘0        | Фоминское сельское поселение     |
| 119 | Семёновка                  | деревня                         | ↗9        | Куприяновское сельское поселение |
| 120 | Слободищи                  | деревня                         | ↘25       | Денисовское сельское поселение   |
| 121 | Слукино                    | деревня                         | ↗64       | Куприяновское сельское поселение |
| 122 | Случково                   | деревня                         | →1        | Куприяновское сельское поселение |
| 123 | Софряки                    | деревня                         | ↗1        | Куприяновское сельское поселение |
| 124 | Старый Поташ               | деревня                         | →0        | Фоминское сельское поселение     |
| 125 | Сумароково                 | деревня                         | ↗2        | Куприяновское сельское поселение |
| 126 | Тараново                   | деревня                         | ↘12       | Фоминское сельское поселение     |
| 127 | Тарханово                  | деревня                         | ↘9        | Денисовское сельское поселение   |
| 128 | Телепово                   | деревня                         | ↘5        | Денисовское сельское поселение   |
| 129 | Тимирязево                 | деревня                         | ↗7        | Куприяновское сельское поселение |
| 130 | Торфопредприятия «Большое» | посёлок                         | ↘155      | Куприяновское сельское поселение |
| 131 | Тураково                   | деревня                         | ↘24       | Денисовское сельское поселение   |
| 132 | Федорково                  | деревня                         | ↘51       | Фоминское сельское поселение     |
| 133 | Фоминки                    | село                            | ↘1092     | Фоминское сельское поселение     |
| 134 | Хабалёво                   | деревня                         | ↘9        | Куприяновское сельское поселение |
| 135 | Хорошево                   | деревня                         | ↗14       | Куприяновское сельское поселение |
| 136 | Хорошево                   | посёлок                         | ↗55       | Куприяновское сельское поселение |
| 137 | Черненково                 | деревня                         | ↘0        | Фоминское сельское поселение     |
| 138 | Чудская                    | деревня                         | ↗11       | Фоминское сельское поселение     |
| 139 | Чулково                    | деревня                         | ↗5        | Денисовское сельское поселение   |
| 140 | Чулково                    | посёлок                         | ↘703      | Денисовское сельское поселение   |
| 141 | Шаньково                   | деревня                         | ↘14       | Куприяновское сельское поселение |
| 142 | Шубино                     | деревня                         | ↘5        | Денисовское сельское поселение   |
| 143 | Шуклино                    | деревня                         | ↘3        | Куприяновское сельское поселение |
| 144 | Юрово                      | деревня                         | ↗218      | Куприяновское сельское поселение |
| 145 | Юрятино                    | деревня                         | ↗11       | Куприяновское сельское поселение |
| 146 | Якутино                    | деревня                         | ↘1        | Денисовское сельское поселение   |

## Экономика
- ОАО Гороховецкий завод подъёмно-транспортного оборудования «Элеватормельмаш».
- ООО «Русджам» (производство полых стеклянных изделий).
- ЗАО «Буревестник и К» (переработка и консервирование рыбо - и морепродуктов).
- Гороховецкий мясокомбинат.
- ОАО «Денисовский завод» (проволока с покрытиями драгоценными металлами) в

Пролетарском.
- ООО «СольСнаб» (упаковка из полистирола).
- Филиал ОАО «Газпром газораспределение Владимир» в Гороховце.
- ООО «Газпром Межрегионгаз Владимир».
- ООО «УК МРГ-Инвест» ОАО «Владимирэнергосбыт» Гороховецкий участок.
- ООО «Горэнерго».
- ПО Ковровские электрические сети «Гороховецкий РЭС».
- Филиал ГУП «ДСУ-3» «Гороховецкое ДРСУ».
- ОАО «Гороховецкое АТП».
- Гороховецкий филиал ГАУ ВО «Владлесхоз».
- Типография, рынок, гостиница, несколько кафе и ресторанов.
- Цеха деревообработки, металлообработки и металлоконструкций на базе Гороховецкого колледжа.
- СК (колхоз) «Денисово».
- ООО «Агрофирма «Крутово».
- ООО «Лукьяново».

## Транспорт
Автодорожная трасса М-7 Москва-Уфа проходит через районный центр.
Железнодорожная линия Москва-Нижний Новгород, со станциями «Денисово» (Пролетарский) «Чулково» и «Гороховец» (Вели́ково), "Молодники, платформа Галицкая.
Судоходные реки Клязьма (через Гороховец и Галицы) и Ока по восточной границе.
В Гороховце ВПП с бетонным покрытием 18х400м.
Через район проложены крупные магистральные, в том числе экспортные, нефте-, нефтепродукто-, и газопроводы на Ярославль, Рязань и Москву.
Электротранспорт представлен линиями 110 кВ на Павлово, Дзержинск и Вязники, подстанции 110/35/10кВ «Гороховец» и тяговая «Чулково».

## Достопримечательности
- Дом Сапожникова-Ершова (Историко-архитектурный музей г. Гороховец).
- Монастыри: Сретенский монастырь, Знаменский монастырь (XVII—XVIII вв.), Троицко-Никольский монастырь (XVII—XVIII вв.).

## Известные уроженцы
- Корчагин, Иван Петрович (1898—1951) — советский военачальник, Герой Советского Союза, генерал-лейтенант танковых войск.
- Кузнецов, Александр Михайлович (1922—2022) — Герой Советского Союза.
- Саваренский, Фёдор Петрович (1881—1946) — русский, советский инженер-геолог, гидрогеолог. Академик АН СССР (1943; член-корреспондент с 1939 года). Один из основоположников инженерной геологии в России и СССР.